# Pelusa (película)
Pelusa es una película española de comedia musical estrenada en 1960, dirigida por Javier Setó y protagonizada en el papel principal por Marujita Díaz.
Por su papel protagonista en la película Marujita Díaz fue galardonada con el Premio Nacional del Sindicato Nacional del Espectáculo a la mejor actriz en 1961.

## Sinopsis
En el Gran Circo Solferino, dirigido por don Solferino, la joven Pelusa vive y actúa como payasa con su alcohólico padre, el payaso Rock. Ella está enamorada del trapecista Darsey, quien no le hace caso. Un día la empresaria Fifi Lemaire le ofrece a Pelusa un buen trabajo en París. Mientras triunfa en la capital francesa como artista de variedades, descubre que en realidad Fifi Lemaire es su madre y que abandonó a su padre cuando ella era muy pequeña. Convertida ya en una gran artista internacional, regresa al cada vez más menesteroso Gran Circo Solferino para sacarlo adelante con su presencia y además recuperar el amor del trapecista Darsey.

## Reparto
- Marujita Díaz
- Tito García
- Diana Lorys
- Roberto Rey
- Antonio Riquelme
- Viviane Romance
- Espartaco Santoni
- Salvador Soler Marí